# Бондаренко, Виталий Михайлович (строитель)
Вита́лий Миха́йлович Бондаре́нко (22 июня 1925 — 22 февраля 2018) — советский и российский учёный в области строительных конструкций, академик РААСН, доктор технических наук, профессор, Заслуженный деятель науки и техники РСФСР (1986).

## Биография
Родился 22 июня 1925 года. Его отец Бондаренко Михаил Ильич – видный деятель Советской Украины – в августе 1937 года был назначен председателем Совета Народных Комиссаров УССР, а в октябре 1937 года его вместе с женой – матерью Виталия Михайловича – арестовали в ходе развернувшихся в стране репрессий. Зная, что ночью за ними придут из НКВД, отец отправил Виталия к тетке под Харьков, чтобы сына не забрали в специальную детскую колонию для детей осужденных. В 1940 году  Бондаренко поступил в Харьковский архитектурно-строительный  техникум, директором которого был друг отца. В день 16-летия, 22 июня 1941 года, началась Великая Отечественная война. К учёбе добавились дежурства по ночам на крышах зданий, куда при вражеских бомбардировках часто падали бомбы-«зажигалки», а также работы по строительству противотанковых рвов.
В 1942 году, когда Виталию Бондаренко исполнилось 17 лет, он пошёл добровольцем в Красную армию. Долгий, трудный и героический путь на передовой фронта начинался в качестве рядового сапера. Судьбой было определено так, что при освобождении Харькова – 9 февраля 1943 года – молодой боец получил первое тяжелое ранение в ночном бою у поселка Великий Бурлук и не попал в родной город.   После выздоровления  Бондаренко был направлен  в 35-й гвардейский стрелковый полк  10-й гвардейской стрелковой дивизии 14-й армии Карельскога фронта, где в боях получил тяжёлое ранение. После выздоровления  Бондаренко был направлен на учёбу в 33-ю Челябинскую танковую школу, по окончании которой в звании гвардии старшины получил назначение на должность командира орудия САУ  СУ-152 379-го гвардейского тяжелого самоходно-артиллерийский полка 5-го гвардейского механизированного корпуса  находящегося в резерве Ставки ВГК. В начале января 1945 года корпус был включён в состав 4-й гвардейской танковой армии 1-го Украинского фронта, в составе которого Бондаренко принял участие в Берлинской и Пражской  операциях.  За время войны был четырежды ранен,  награждён боевыми орденами и медалями.
После демобилизации по ранениям в 1945 году приехал в  Харьков, продолжил учёбу в строительном техникуме и участвовал в послевоенном восстановлении объектов промышленного и гражданского строительства. В 1946 году, работая мастером-строителем на заводе «Запорожсталь», поступил в Харьковский инженерно-строительный институт (ХИСИ), который с отличием окончил в 1952 году, и по распределению был направлен в г. Краснодон, где  прошёл ступени профессионального роста от рядового до главного инженера треста «Краснодоншахтстрой», строил новый город Красногвардейск. После переезда в Харьков работал главным инженером строительного комбината Мингорсельстроя.
Последствия тяжелых ранений не позволили Виталию Михайловичу продолжать практическую деятельность строителя, он перешёл работать преподавателем в  Харьковский инженерно-строительный институт. Это предопределило судьбу будущего крупного ученого. В 1962–1972 годах  Бондаренко вел научную и преподавательскую деятельность в ХИСИ. Огромный практический опыт, увлеченность наукой, желание заниматься исследовательской деятельностью и развивать идеи харьковской научной школы привели его к защите кандидатской диссертации (1961 год), а через восемь лет и докторской (1969 год). Он работал доцентом, профессором, заведующим кафедрой, проректором ХИСИ по научной работе.
В 1972 году Правительством СССР назначен директором Всесоюзного отраслевого проектнонаучного исследовательского института (Гидрониисельхоз) в Москве, который под его руководством
стал ведущим проектно-исследовательским институтом в области строительства зданий и сооружений сельскохозяйственной инфраструктуры. С 1976 по 2013 год преподавал во Всесоюзном заочном инженерно-строительном институте (ВЗИСИ), преобразованном в Московский институт коммунального хозяйства и строительства (МГАКХиС), занимал должности заведующего кафедрой, проректора по учебной работе. После воссоздании Российской академии архитектуры и строительных наук в 1992 году одним из первых был избран действительным членом-академиком РААСН. С 1994 по 1999 год был вице-президентом Российской академии архитектуры и строительных наук, а затем председателем Ученого совета отделения строительных наук.
В научной деятельности  Бондаренко опирался на научные достижения предыдущих поколений, творчески их анализировал, что позволило ему внести весомый вклад в теорию железобетона, стать известным ученым и авторитетным специалистом в области строительных наук. Среди основных направлений его исследований создание диссипативной теории силового сопротивления железобетонных конструкций и конструктивная безопасность сооружений. Он сформулировал и решил задачи управления напряженным состоянием конструкций. Академик РААСН В.М. Бондаренко является основателем и руководителем научной школы «Теория силового сопротивления, конструктивной безопасности и оптимизации технологического энергопотребления зданий и сооружений». Им подготовлено более двадцати учеников – докторов и кандидатов технических наук.
Более тридцати лет доктор технических наук, профессор  Бондаренко был членом экспертного совета ВАК России по строительству, где требовательно и доброжелательно рассматривал аттестационные дела и диссертационные работы соискателей ученых степеней. Им опубликовано свыше 400 научных работ, в том числе 12 монографий и учебников. Его книги и статьи  отличаются четким и ясным изложением сложных вопросов теории расчета конструкций с учётом особенностей и наличия несовершенств в железобетоне.
Умер в 2018 году. Похоронен на Востряковском кладбище.

## Исследования и педагогическая деятельность
Основные направления научной деятельности — создание и разработка диссипативной теории силового сопротивления железобетонных конструкций, конструктивная безопасность сооружений. Сформулировал и решил задачи управления напряженным состоянием конструкций.
Был руководителем с советской и позднее российской стороны целого ряда совместных научных программ с Италией, Швецией, странами Восточной Европы. Подготовил ряд кандидатов и докторов технических наук.
В. М. Бондаренко принимал участие в научном сопровождении при проектировании и строительстве многих важных объектов СССР и России, в том числе: храма Христа Спасителя, комплекса подземных сооружений на Манежной площади, покрытия Большой спортивной арены стадиона в Лужниках, Лефортовского тоннеля, 3-го городского транспортного кольца Москвы и других.
Кроме основной научной деятельности также увлекался новейшей историей, участвовал в исторических организациях, публиковался по исторической тематике.

## Награды и звания
- Орден «За заслуги перед Отечеством» IV степени (13 апреля 2005 года) — за большой вклад в подготовку квалифицированных кадров и многолетнюю научную деятельность[8].
- Орден Почёта (26 июня 1995 года) — за заслуги перед государством, успехи, достигнутые в труде, большой вклад в укрепление дружбы, сотрудничества между народами и самоотверженные действия при спасении погибавших[9].
- Орден Ленина.
- Орден Трудового Красного Знамени.
- Орден Отечественной войны I степени.
- Два ордена Красной Звезды.
- Орден «Знак Почёта».
- Орден «За личное мужество».
- Две медали «За отвагу».
- Медаль «За доблестный труд. В ознаменование 100-летия со дня рождения Владимира Ильича Ленина».
- Медаль «За победу над Германией в Великой Отечественной войне 1941—1945 гг.».
- Медаль «За освобождение Праги».
- Медаль «Ветеран труда».
- Медаль «В память 850-летия Москвы».
- Заслуженный деятель науки и техники РСФСР (7 апреля 1986 года) — за заслуги в научной и педагогической деятельности[10].
- лауреат премии Правительства РФ (1997)
- Благодарность Президента Российской Федерации (27 августа 2001 года) — за большой вклад в развитие отечественной фундаментальной строительной науки[11].
- Почётный строитель России,
- Почётный работник высшего профессионального образования Российской Федерации.
- орден преподобного Андрея Рублева  РПЦ[3].
- Большая медаль РААСН[3].
- действительный член Российской инженерной академии.
- иностранный член Академии строительства Украины, почётный профессор своей альма-матер Харьковского национального университета строительства и архитектуры.
- иностранный член Британского института гражданских инженеров.
- член Международной академии экологической реконструкции.
- членом Центрального Совета Всероссийского общественно-политического движения «Духовное наследие».
- член правления Национальной палаты «Культурно-историческое наследие России».
- член Международной ассоциации писателей и публицистов.